# Carl Christoffer Ekman
Carl Christoffer Ekman, född 1747, död 1818, var en svensk (finländsk) ämbetsman.
Ekman blev vice notarie vid Åbo hovrätt 1779, och deltog som auditör vid Åbo läns infanteriregemente under Gustav III:s ryska krig 1788–90. Hans under kriget förda dagbok har stort historiskt intresse, genom sina livfyllda skildring av krigshändelserna och det av Ekman som stark rojalist strängt fördömda Anjalaförbundet. Ekman var borgmästare i Nystad 1795–1816.